# Volo American Airlines 2
Il volo American Airlines 2 era un Douglas DC-3 che si schiantò nel fiume Mississippi il 10 febbraio 1944. Tutti i ventiquattro passeggeri e l'equipaggio morirono. La causa definitiva dell'incidente rimane un mistero.

## L'aereo e l'incidente
Il volo 2 era un volo passeggeri interno tra l'aeroporto nazionale di Little Rock a Little Rock, Arkansas, e l'aeroporto municipale di Memphis a Memphis, Tennessee. L'aereo era un DC-3-277A prodotto dalla Douglas Aircraft Company e in possesso dell'American Airlines. Il velivolo aveva cinque anni, essendo entrato in servizio per la prima volta nel 1939, e aveva accumulato un totale di 12.446 ore di volo al momento dell'incidente.
L'aereo partì da Little Rock con tre membri d'equipaggio e ventuno passeggeri a bordo. Alle 23:36, circa 29 chilometri (18 miglia) a sud-ovest dell'aeroporto di Memphis, il DC-3 scese con un angolo di 20 gradi, l'ala destra leggermente bassa, impattando nel Mississippi. Non c'era stato alcun contatto radio anomalo prima dell'incidente. Tutte le ventiquattro persone sul DC-3 morirono sul colpo.

## L'indagine
Il Civil Aeronautics Board indagò sull'incidente, ma non fu in grado di determinare la probabile causa dell'incidente. Nel rapporto successivamente rilasciato gli investigatori affermarono che l'indagine sarebbe continuata e che sarebbe stato rilasciato un rapporto supplementare in merito alle loro conclusioni, ma un rapporto del genere non è mai stato depositato.
(Civil Aeronautics Board, CAB File No. 523-44)

## Il volo 2 oggi
A partire da giugno 2023, il volo 2 viene utilizzato sulla rotta Los Angeles-New York (JFK), contrariamente alla convenzione di ritirare i numeri dei voli terminati con uno schianto e delle vittime.